# Marley Marl
Marley Marl, de son vrai nom Marlon Williams, né le 30 septembre 1962 à Queensbridge, New York, est un disc jockey, producteur et rappeur américain. Il est connu pour avoir fait partie du collectif originaire de Queensbridge, Juice Crew, avec Craig G, Mr. Magic, Roxanne Shanté, MC Shan, Biz Markie, Big Daddy Kane, Kool G. Rap & DJ Polo, Masta Ace et Tragedy the Intelligent Hoodlum.
Son travail de producteur est reconnu depuis longtemps par toute la communauté hip-hop. Il est cité comme principale influence par des artistes comme Pete Rock, DJ Premier, The Notorious B.I.G. ou encore Akhenaton. Fondateur et producteur attitré du mythique Juice Crew (un des principaux groupes de la Bridge War (littéralement « la guerre du pont », nom donné à la rivalité à la fin des années 1980 et au début des années 1990 entre les rappeurs du Bronx), collaborant avec de nombreux rappeurs tels que Eric B. & Rakim avec le morceau My Melody, LL Cool J avec Mama Said Knock You Out, et beaucoup d'autres, il est considéré comme l'un des piliers du hip-hop.

## Biographie
Marley Marl est né le 30 septembre 1962 dans le Queens, New York. Il s'intéresse très tôt à la musique grâce à des spectacles de talents locaux et des fêtes de quartier, et devient un disc jockey accompli dès les premiers jours du rap. Un des premiers producteurs hip-hop, il innove dans l'art du sampling en développant plusieurs techniques ; il est souvent cité comme le créateur du sampling dans le rap. La fin des années 1980 se réfère à l'âge d'or du hip-hop. Le collectif Juice Crew de Marl devient le plus important de cette période grâce à sa technique vocale et à la personnalité de rappeurs émergents comme Biz Markie et Big Daddy Kane.
Marl publie un premier single, intitulé DJ Cuttin', initialement sous le nom de scène NYC Cutter. En 1986, il s'associe avec MC Shan pour la chanson The Bridge. 
Trois ans après la publication de son premier single, en 1988, Marl publie son premier album intitulé In Control, Volume 1. L'album fait participer les affiliés du Juice Crew comme Masta Ace, Craig G ou encore Tragedy, et contient le légendaire posse cut The Symphony. L'album atteint la 163e place du Billboard 200.
Marl se popularise réellement en 1990 en participant à la chanson Mama Said Knock You Out de LL Cool J. 
L'année suivante, en 1991, il publie In Control, Volume 2: For Your Steering Pleasure qui atteint la 152e place du Billboard 200. 
Après avoir collaboré avec TLC sur leur premier album, Marl reste silencieux pendant quelques années ; le 11 juin 1995, il publie sa compilation House of Hits, une rétrospective de ses meilleures productions. Après sa séparation avec son label Cold Chillin', Marl entre dans une bataille juridique concernant l'argent et les droits de ses chansons durant laquelle, en 1998, il obtient finalement gain de cause. À la fin des années 1990, le statut de producteur de Marl est restauré grâce à ses collaborations avec des rappeurs comme Rakim et Fat Joe, et le groupe Capone-N-Noreaga.
En 2008, il collabore de nouveau avec Craig G pour la publication d'un album collaboratif intitulé Operation: Take Back Hip Hop. Leur réunion arrive seize ans après The Kingpin en 1991, leur seconde collaboration. Marley déclare : « À tous les vrais fans de Hip Hop, levez-vous, Operation: Take Back Hip Hop est ce que vous attendiez tous. »
En 2011, Marl explique avoir produit les chansons Eric B. Is President et My Melody issues de leur album Paid in Full publié en 1987, une information démentie par Eric. 
En 2012, il est annoncé que Marl devait produire l'intégralité de l'album It Was Written de Nas, mais l'idée est tombée à l'eau lorsque Nas a écouté des chansons inachevées à la radio. 
En 2015, Marl participe au Rock Steady Crew 38th Anniversary en jouant The Symphony au côté du Juice Crew.

## Discographie

### Albums studio
- 1988 : In Control, Volume 1
- 1991 : In Control, Volume 2: For Your Steering Pleasure
- 2000 : Hip Hop Dictionary
- 2001 : Re-Entry
- 2007 : Hip Hop Lives (avec KRS-One)
- 2008 : Operation: Take Back Hip-Hop (avec Craig G)

### Compilations
- 1995 : House of Hits
- 1996 : The Queensbridge Sessions
- 2005 : West End Mixtape Sessions, Vol. 1